# Henllys
Henllys est une communauté du borough de comté de la Torfaen, au pays de Galles. Il s'agit d'une banlieue résidentielle de la ville de Cwmbran située au sud-ouest du centre-ville.

## Démographie
Au recensement de 2011, la communauté de Henllys comptait 2 682 habitants.